# Абдулхекимов, Вепа Сердарович
Вепа Сердарович Абдулхекимов (туркм. Wepa Abdylhekimow) — туркменский государственный деятель.

## Биография
Родился в 1978 году в городе Мары Марыйской области.
В 2000 году окончил Туркменский институт народного хозяйства, по специальности — экономист-менеджер.
Трудовую деятельность начал в 2002 году ведущим специалистом общего отдела Главного управления экономики и финансов Марыйского велаята. Далее работал заместителем начальника, начальником Главного управления экономики и развития Марыйского велаята.
C 2012 года — заместитель министра экономики и развития Туркменистана.
11.01.2013 — 07.07.2014 — Председатель Агентства по защите от экономических рисков при Министерстве экономики и развития Туркменистана.
07.07.2014 — 09.07.2015 — министр экономики и развития Туркменистана.
9 июля 2015 года уволен за серьёзные недостатки, допущенные в работе.

## Награды и звания
- Медаль «Махтумкули Фраги» (2014)